# برايان هولمز
برايان هولمز (بالإنجليزية: Brian Holmes)‏ (25 يناير 1990 في الولايات المتحدة - ) هو لاعب كرة قدم أمريكي في مركز الوسط. لعب مع Phoenix FC ‏.

## وصلات خارجية
- برايان هولمز على موقع قاعدة بيانات كرة القدم.إي يو (الإنجليزية)